# Atelier Chardon Savard
 (mars 2025).
L’Atelier Chardon Savard est une école de stylisme de mode française, répartie sur deux sites, à Paris au no 15 rue Gambey dans le 11e et à Nantes, située aux nos 31-33 rue Saint-Léonard. En 2014, l'école rejoint le pôle Arts et Création du groupe Studialis.

## Présentation
L’Atelier Chardon Savard a été créé en 1988, par Dominique Savard diplômée de l’École supérieure des arts appliqués Duperré, et Cyrille Chardon, issu du monde du cinéma.
L’Atelier est agréé par le Ministère du travail, délivre un titre de Styliste/Designer de mode de Niveau 6 au RNCP (242-242n), Mastère Créateur de mode Niveau 6 au RNCP, Bachelor Communication de mode Niveau 6 au RNCP, Mastère Communication de mode Niveau 7 au RNCP, Formation Conseil en style et en image Certificat d'école.
Deux fois par an, un défilé est organisé permettant aux étudiants de montrer les collections qu’ils ont créé. Un showroom post défilé des étudiants de la formation Créateur de mode est ouvert aux professionnels et au public.

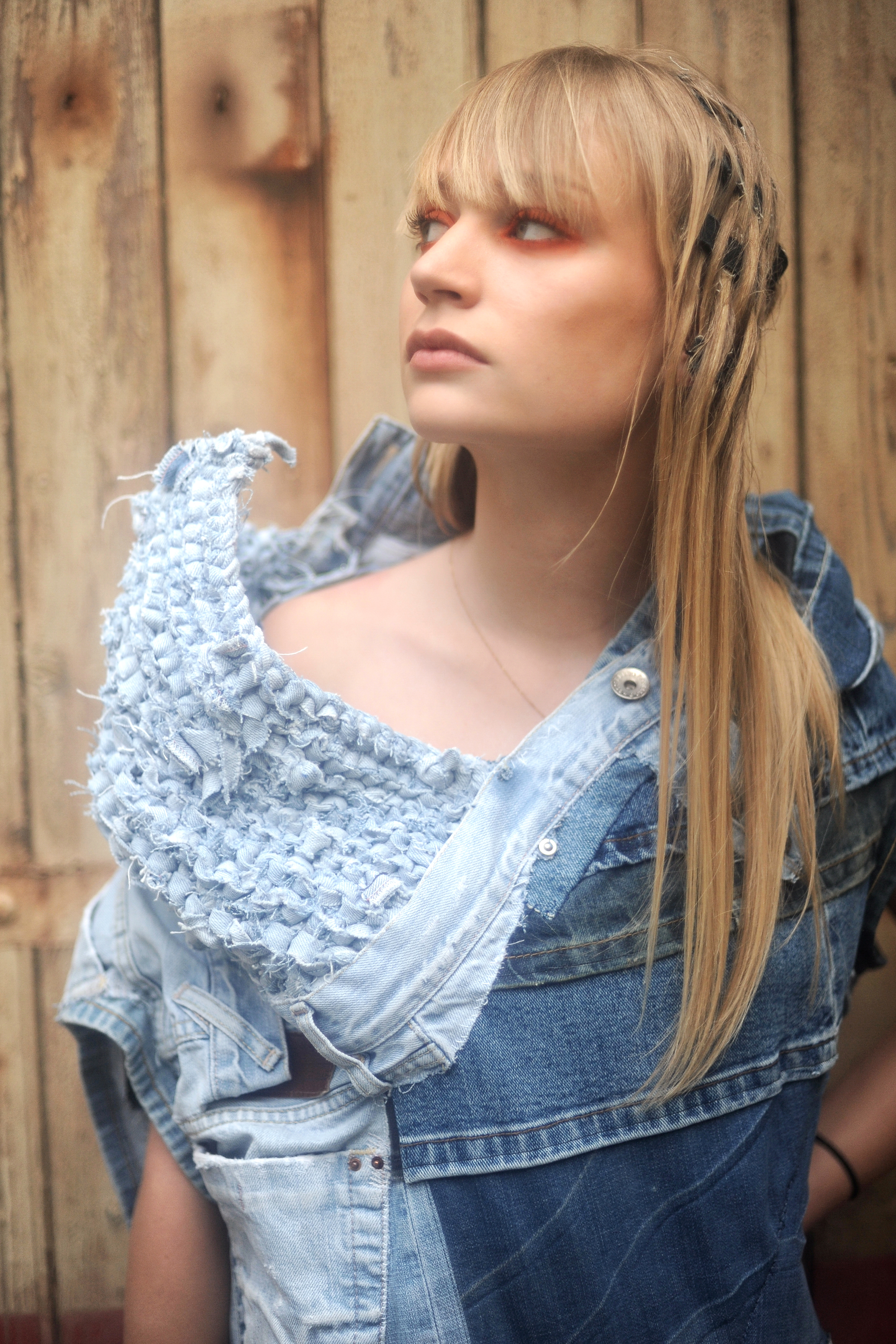
Atelier Chardon Savard Nantes, avril 2011.

En fin de formation Designer de mode, les étudiants doivent présenter des books et des collections devant un jury de professionnels experts : RH de grandes marques de luxe et de diffusion, chasseurs de têtes indépendants, stylistes, designers, modélistes, directeurs de collection, chefs de produit…

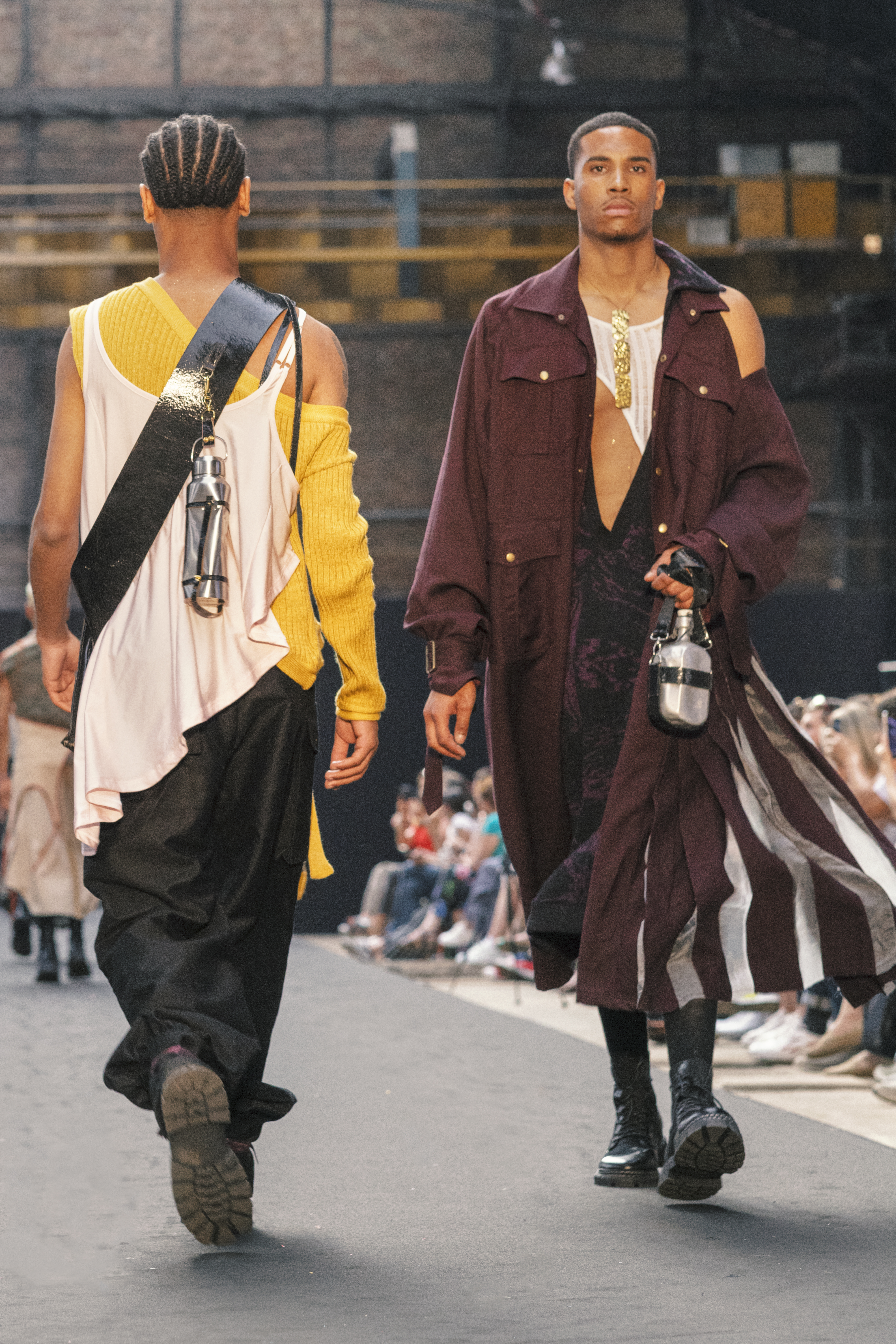
Défilé Designer de Mode 2023. Atelier Chardon Savard. Paris

Dans le cadre de leur expérience d’apprentissage, les étudiants effectuent des stages obligatoires qui développent leurs compétences pratiques et leurs connaissances de l’industrie. La durée et la qualité des stages augmentent à mesure que les étudiants terminent les différentes années de leur programme. La dernière année de la formation Designer de mode et Créateur de mode est consacrée exclusivement à la professionnalisation et/ou l’entrepreneuriat.
En 2010, ouverture par l'Atelier Chardon Savard d'une annexe aux nos 31-33 rue Saint-Léonard à Nantes.
En octobre 2017, un nouveau site a ouvert ses portes à Berlin,.

## Les formations
Bachelor Designer de mode (4 ans, admission post-bac) Niveau 6 au RNCP
Durant la formation Designer de mode, vous analysez les marques, vous décryptez les tendances, vous défendez vos inspirations,vous illustrez vos idées pour composer des dossiers de style. Vous réalisez concrètement vos modèles dans les ateliers de couture pour vérifier leur pertinence comme le font constamment les stylistes de mode au sein des studios de création.
Vos réalisations sont présentées chaque année en défilé. Votre futur métier : être un créateur de vêtements (homme-femme-accessoires) pour les secteurs de la Haute Couture, du luxe ou du prêt-à-porter.
- Option Modélisme Chaîne & Trame
- Option Modélisme Maille & Textile
- Option Accessoires

Mastère Créateur de mode (2 ans, post-bac+3) Niveau 6 au RNCP
Durant deux années, nous vous préparons aux multiples compétences d’un créateur de mode indépendant ou d’un directeur artistique (développement et pilotage). Vous définissez un concept innovant, créatif et pertinent au  regard du secteur que vous aurez choisi (prêt-à-porter – luxe – Haute Couture, Homme ou Femme).
Vous réalisez les modèles de votre collection personnelle, organisez et supervisez votre défilé dans sa globalité (casting, coiffure, maquillage, stylisme, musique…). Vous élaborez votre book professionnel et vous imaginez le business modèle de votre marque.
Bachelor Communication de mode (3 ans, admission post-bac) Niveau 6 RNCP
Grâce à votre capacité à détecter les tendances, analyser les mécanismes qui suscitent le désir et l’identification, et donner du sens aux créations, vous concevrez des messages pertinents, réaliserez des productions visuelles répondant aux attentes d’une cible identifiée, organiserez des événements ciblés à chacun de leur public.
Les enseignements imbriquent culture mode et photographique, apprentissage des techniques propres à la production de textes et d’images de mode, utilisation concrète d’outils de marketing, de promotion et de gestion de projets dans les secteurs du prêt-à-porter, du luxe, ou de l’accessoire.
Mastère Communication de mode (2 ans, post-bac+3) Niveau 7 au RNCP
L’industrie de la mode a connu, ces dernières années, un tournant sans précédent. Les enjeux sont forts : adaptation aux nouveaux media et aux nouvelles technologies (influence, réseaux sociaux, metavers…), attentes expérientielles toujours plus grandes des consommateurs, innovations constantes mais aussi besoin de se repenser intégralement pour mieux répondre aux nouvelles problématiques environnementales.
Rare secteur à déployer, via ses fashion weeks, des dispositifs évènementiels d’envergure internationale à une fréquence pluriannuelle, ses besoins en communication sont immenses.
Ainsi, les managers, capables de proposer des stratégies de communication globales en accord avec ces spécificités et bouleversements sont très recherchés par les entreprises.
Formation Conseiller en style et en image (1 an, admission post-bac minimum) Certificat d'école
En un an, vous vous formez aux multiples talents qu’il vous faudra déployer pour mener à bien votre principale mission : savoir mettre en valeur une silhouette et sublimer un visage, en respectant la personnalité de l’individu, et en tenant compte du contexte dans lequel il évolue. Plus qu’un simple « relooking », l’objectif est de construire une image par le style.